# François Van Dormael
François Henri Van Dormael (Tienen, 5 oktober 1797 - 11 augustus 1861) was een Belgisch katholiek politicus.

## Levensloop
Hij was een zoon van Charles Van Dormael en van Marie-Barbe Ausools. Hij bleef vrijgezel.
Hij werd burgemeester van Tienen in 1830 en bekleedde dit ambt tot in 1848. Tijdens dezelfde periode was hij kolonel van de Burgerwacht. Van 1840 tot 1848 was hij voorzitter van de Berg van Barmhartigheid van Tienen.
Van juni tot december 1859 en van januari 1860 tot aan zijn dood was hij volksvertegenwoordiger voor het arrondissement Leuven. 